# الحزب الفنلندي
الحزب الفنلندي (بالفنلندية : Suomalainen Puolue) حزب سياسي محافظ فنوماني في دوقية فنلندا الكبرى ذاتية الحكم وفي فنلندا مستقلة. ولد من رحم صراع اللغات في فنلندا في ستينات القرن التاسع عشر، سعى الحزب لتحسين وضع اللغة الفنلندية داخل المجتمع الفنلندي. كان يوهان فيلهلم سنلمان ، أوريو كوسكينن ويوهان ريتشارد دانيلسون كالماري قياداته الإيديولوجية. كانت صحيفة سووميتار الجهاز الرئيسي للحزب، ولاحقاً أوسي سووميتار.